# Saarbrücken-Marathon
Der Saarbrücken-Marathon war ein Marathonlauf in Saarbrücken. Er wurde 2006 zum ersten Mal ausgetragen und fand bis 2012 regelmäßig im Mai bzw. Herbst statt. Neben dem Marathon wurde auch ein Halbmarathon angeboten, der bis heute vom SV Saar 05 als „GO!-Halbmarathon Saarbrücken“ fortgeführt wird.
Die Strecke war ein Vier-Rundenkurs (für Halbmarathonläufer zwei Runden) mit Start und Ziel am Saarufer unterhalb des Saarländischen Staatstheaters. Zunächst ging es an der Congresshalle vorbei in den Bürgerpark und dann über die Westspangenbrücke auf das linke Ufer der Saar. Dort ging es stromaufwärts bis zur Daarler Brücke, über die man auf das rechte Saarufer zurückkehrte. Danach verlief die Strecke stromabwärts und bog kurz vor dem Ziel nach rechts ein auf eine Schleife durch die Innenstadt mit dem St. Johanner Markt.
2007 wurde anlässlich des 50-jährigen Bestehens des Saarlands zusätzlich ein 50-km-Ultramarathon durchgeführt. Seit 2013 findet kein Marathonwettbewerb mehr statt, die längste Distanz ist der Halbmarathon.
Nach einer zwölfjährigen Pause findet am 13. Oktober 2024 in Saarbrücken wieder ein Marathonlauf statt, der im Rahmen des Westspangenlaufs als Saarathon von der Laufgemeinschaft Saarbrücken ausgerichtet wird.

## Statistik

### Siegerlisten
Marathon
| Datum         | Männer             | Zeit      | Frauen          | Zeit      | Name                                     |
| ------------- | ------------------ | --------- | --------------- | --------- | ---------------------------------------- |
| 14. Mai 2006  | Rainer Hauch       | 2:38:18 h | Silvia Büdinger | 3:27:44 h | 1. Saarbrücken Marathon                  |
| 13. Mai 2007  | Rainer Hauch -2-   | 2:39:58 h | Tanja Hooß      | 3:07:29 h | 2. Saarbrücken Marathon                  |
| 26. Okt. 2008 | Martin Schönberger | 2:35:48 h | Marion Stras    | 3:10:53 h | 1. Peugeot-Marathon Saarbrücken          |
| 19. Sep. 2010 | Marco Diehl        | 2:38:28 h | Anke Reppermund | 3:25:09 h | 4. Hochwald Gourmet Marathon Saarbrücken |
| 18. Sep. 2011 | Dietmar Bier       | 2:38:30 h | Anastasia Trenz | 3:41:00 h | 5. Hochwald Gourmet Marathon Saarbrücken |
| 16. Sep. 2012 | Dietmar Bier -2-   | 2:36:43 h | Sarah Fladung   | 3:20:21 h | 6. Hochwald Gourmet Marathon Saarbrücken |

Halbmarathon
| Datum         | Männer            | Zeit      | Frauen                 | Zeit      | Name                                     |
| ------------- | ----------------- | --------- | ---------------------- | --------- | ---------------------------------------- |
| 19. Sep. 2010 | Bernd Glasow      | 1:16:27 h | Nicole Woysch          | 1:24:49 h | 4. Hochwald Gourmet Marathon Saarbrücken |
| 17. Feb. 2019 | Tobias Blum       | 1:08:12 h | Katharina Rausch       | 1:25:10 h | 12. DAK-Halbmarathon Saarbrücken         |
| 17. Feb. 2019 | Alexander Bock    | 1:08:59 h | Heike Kohler           | 1:24:29 h | 13. DAK-Halbmarathon Saarbrücken         |
| 16. Feb. 2020 | Des Kennedy       | 1:13:25 h | Martina Schumacher     | 1:27:24 h | 14. GO!-Halbmarathon Saarbrücken         |
| 12. Sep. 2021 | Michael Chalupsky | 1:09:28 h | Martina Schumacher -2- | 1:26:15 h | 15. GO!-Halbmarathon Saarbrücken         |
| 16. Okt. 2022 | Lukas Pietrek     | 1:13:08 h | Julia Keck             | 1:23:36 h | 16. GO!-Halbmarathon Saarbrücken         |
| 19. März 2023 | Steffen Justus    | 1:07:32 h | Julia Keck -2-         | 1:22:18 h | 17. GO!-Halbmarathon Saarbrücken         |